# Elio Cotena
Elio Cotena (Napoli, 30 agosto 1945) è un ex pugile e procuratore sportivo italiano, olimpionico a Città del Messico 1968 e Campione europeo dei pesi piuma tra il 1975 e il 1976.

## Biografia
Trascorse l'infanzia da vero scugnizzo napoletano. Crebbe a Mergellina giocando in strada con il futuro allenatore di calcio Gianni Di Marzio e il calciatore Giuseppe Massa. Si sposò a soli 17 anni.

### Carriera dilettantistica
A quattordici anni, Cotena iniziò a praticare il pugilato in una palestra del quartiere napoletano San Lorenzo. Combatté nei pesi piuma. Si ispirò ben presto a Muhammad Ali, adottando la tattica di colpire all'improvviso l'avversario per poi uscirne dalla portata, evitando di subirne la reazione. 
Fu medaglia d'argento ai campionati italiani del 1965 a Cagliari, campione italiano nel 1966 a Genova e nel 1967 a Napoli. Lo stesso anno vinse la medaglia d'oro ai V Giochi del Mediterraneo di Algeri.
Ha fatto parte della sfortunata spedizione italiana ai Giochi della XIX Olimpiade di Città del Messico del 1968. Cotena fu uno dei 5 pugili italiani su 11 che persero nei preliminari con un verdetto di 3-2, spesso discusso. Fu infatti eliminato agli ottavi di finale dal sovietico Valery Plotnikov, in un combattimento incerto sino all'ultimo. Nel suo caso, il verdetto negativo giunse da un giudice che aveva dato il pari ma con preferenza per il sovietico.
Passò professionista subito dopo le Olimpiadi, nella scuderia di Rocco Agostino.

### Carriera professionistica
Dopo 16 incontri tutti vinti, Cotena conquistò il titolo italiano dei pesi piuma, battendo ai punti Augusto Civardi, a Piacenza, il 30 gennaio 1971. Nella rivincita allestita sempre a Piacenza, tuttavia, Civardi lo mise KO alla terza ripresa, infliggendogli la prima sconfitta e riprendendosi la cintura di campione nazionale.
Il 12 maggio 1972 la carriera di Cotena si incrociò con quella del siciliano Giovanni Girgenti che, nel frattempo, aveva strappato il titolo a Civardi. Cotena, lo sconfisse ai punti, riconquistando il titolo italiano. Anche nella rivincita, allestita a Genova il 29 novembre 1972 il neo campione italiano prevalse ai punti. Tra i due incontri, un pareggio con il triestino Nevio Carbi, il 26 agosto dello stesso anno, a Lignano Sabbiadoro, gli permise di conservare la cintura.
Difese vittoriosamente il titolo altre quattro volte, con Enzo Farinelli, con Bruno Pieracci (due volte) e con Ambrogio Mariani. 
Il 17 aprile 1974 Cotena combatté per la prima volta per il titolo europeo, a Saragozza, contro lo spagnolo José Antonio Jiménez. Al terzo round Cotena fu contato. Ripresosi, iniziò a condurre il match, tanto che al dodicesimo round era in chiaro vantaggio. Nelle successive riprese il detentore, cominciò a farsi più aggressivo, avendo capito che la sua cintura era in pericolo, anche con qualche azione al limite del regolamento. All'ultimo round mandò a terra lo sfidante con una gomitata, seguita da una spinta. Cotena batté la testa al tappeto e non fu più in grado di rialzarsi. Il verdetto, anziché di squalifica dello spagnolo fu di KO. La Federazione Pugilistica Italiana inviò una protesta formale all'EBU e ottenne l'allestimento della rivincita.
Stavolta il match fu combattuto a Napoli, di fronte al pubblico di Cotena, 12 febbraio 1975. L'italiano vinse per Kot all'undicesima ripresa, conquistando finalmente la cintura europea.
Cotena difese il titolo con successo quattro volte. Il 30 aprile 1975 batté a Napoli Rodolfo Sanchez ai punti. Il 22 ottobre 1975 a Cefalù costrinse Michel Lefevbre al Kot alla dodicesima ripresa. 
Il 25 febbraio 1976 incontrò a Londra lo scozzese Vernon Sollas. Cotena partì bene ma poi il britannico recuperò per poi calare alla distanza. Il napoletano vinse per KO al quattordicesimo round e con la borsa dell'incontro si comprò un appartamento. Il 26 maggio successivo si recò a combattere a Trieste, nella “tana” di Nevio Carbi che, ormai trentacinquenne, fu costretto al Kot al dodicesimo round.
Perse il titolo europeo a Madrid, il 3 dicembre 1976, contro Pedro Niño Jimenez per Kot alla dodicesima ripresa. Tentò poi la scalata al titolo europeo dei superpiuma ma venne sconfitto l'8 maggio 1978 a Brescia da Natale Vezzoli.
Concluse la sua carriera agonistica il 21 luglio 1978 a Ischia contro il francese Charles Jurietti. Alla seconda ripresa si fratturò la mascella ma proseguì ugualmente a combattere e vinse ai punti in dieci riprese.

### Dopo il ritiro
I primi tempi, dopo il ritiro, non furono semplici per Cotena che si dedicò a vendere buste di plastica ai negozi di Napoli. Poi divenne un imprenditore del settore, con l'esclusiva del prodotto di alcune aziende. Aprì anche un ufficio a New York. 
Nel 1979 debuttò come organizzatore di incontri di pugilato e poi divenne il procuratore di campioni come Patrizio Oliva, Sumbu Kalambay, Gianfranco Rosi, Giovanni Parisi e tanti altri. Ha organizzato più di 1700 incontri. 
Con la collaborazione di Franco Esposito ha anche dato alle stampe la sua autobiografia, intitolata Una vita di sogni e di pugni. Da scugnizzo a campione nel segno di Muhammad Ali, per l'editore Tullio Pironti.